# Varnia perloides
Varnia perloides är en insektsart som beskrevs av Walker 1860. Varnia perloides ingår i släktet Varnia och familjen Ithonidae. Inga underarter finns listade i Catalogue of Life.